# 清野幸弘
清野 幸弘（きよの ゆきひろ）は、日本の俳優、スーツアクター。清野弘幸とクレジットされる作品もあるが、誤りである。

## 人物
主に『ウルトラQ』『ウルトラマン』に怪獣役で出演。

## 出演

### テレビドラマ
- ウルトラQ（1966年）
  - 第4話「マンモスフラワー」 - 野次馬 ※ノンクレジット[1]
  - 第11話「バルンガ」 - 通信員
  - 第5話「ペギラが来た!」・第14話「東京氷河期」 - 冷凍怪獣ペギラ[2]
- ウルトラマン
  - 第8話「怪獣無法地帯」（1966年） - 有翼怪獣チャンドラー[3]
  - 第12話「ミイラの叫び」（1966年） - ミイラ怪獣ドドンゴ[4]
  - 第13話「オイルSOS」（1966年） - 油獣ペスター[5]
  - 第37話「小さな英雄」（1967年） - 地底怪獣 再生テレスドン[6]
- 快獣ブースカ（1967年）
  - 第23話「ワッペン戦争」ほか - ブースカ
  - 第40話「水の大行進」
- コメットさん 第65話「ラブレターでガッポ、ガッポ!」（1967年） - ガソリンスタンド店員・シゲゾウ